# ゲシュトップフト
ゲシュトップフト（ドイツ語：gestopft）とは、ホルンの特殊奏法のひとつである。ゲシュトップト（ゲシュトップ）、ゲシュトップト奏法（ゲシュトップ奏法）、また英語式にストップ奏法などと呼ばれる場合もある。フランス語ではbouché（ブシェ、栓をした）、イタリア語ではstoppato （ストッパート、止められた）、tappato（タッパート、栓をした）またはchiuso（キウーゾ、閉じた）と表記される。

## 概要
ホルンは通常朝顔（管の開口部）の中に右手を挿入しているが、手を深く挿入し開口部にかぶせるようにすると、通常の音より半音から全音低いくぐもった音が得られる。この音はハーフ・ストップ（あるいはエコー、ハーフ・ミュート）と呼ばれる。手をさらに深く挿入し、開口部をぴったりと塞ぐようにすると、基準とする音の上方の倍音が基準の半音上まで下がり(基準がFならば第五倍音のAが下がってFisになる。よってF管の場合、簡便上Fが半音上がったと捉える場合も多分にある事に注意)、加え金属的な音が出る。こちらがゲシュトップフトと呼ばれる音である。前者のハーフ・ストップ音は管端の閉鎖による開口端補正の増大、及び管長の変化(手による延長)によって音程が低くなり、後者のゲシュトップフトの場合は、手の挿入によって閉開管から閉閉管に近くなる事と、それと共に管長が変化(手で塞がれる事による短縮)する事で、ハーフの場合とは違った現象によってではあるが音程が下がる。加え、出口付近での空気の加速度が高まり、結果として高次倍音が増え金属的な響きになる。
F管ホルンの場合、ゲシュトップフトによって起こる音程の変化を「半音ほど音程が高くなる」と捉える事が出来る。この捉え方だと演奏家が楽譜通りの音程を出すためには、半音低い音の運指を使えばよい事になる。一方B♭管ホルンの場合、ゲシュトップフトによる音程の変化幅は約4分の3音と微分音を伴うため、通常の3本のバルブだけでは音程を補正することができない。そこでB♭シングルホルンやB♭/ハイFディスカントホルンなどでは、ゲシュトップフト時の音程調整用に追加のバルブ（4分の3音下がる）を備えていることが多い。

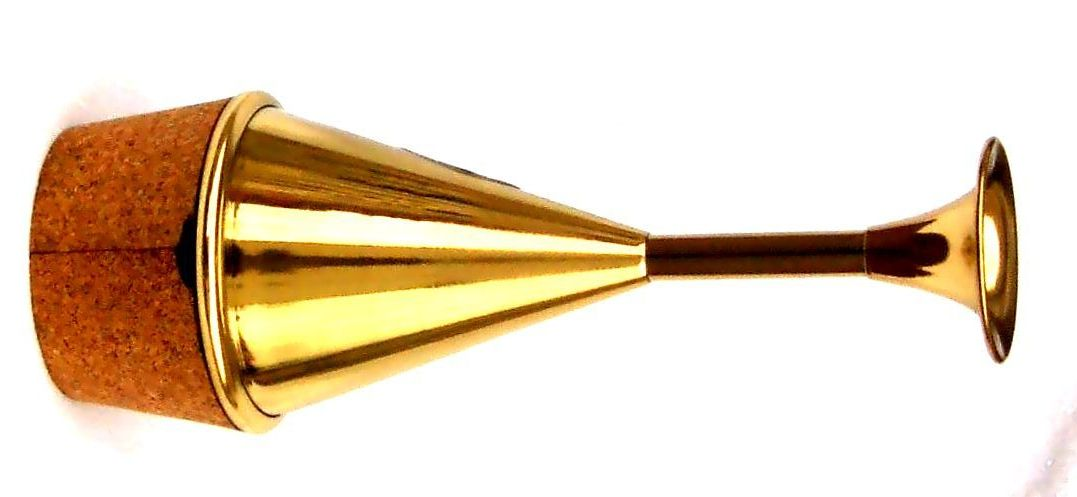
ゲシュトップフト・ミュート（移調ミュート）

ゲシュトップフト奏法は、習得に一定の訓練を必要とし、また手の大きさが小さい場合など十分な効果が得ることが難しい場合もある。とくに、低音域でのゲシュトップフト奏法は、熟練した奏者にとっても比較的難しい奏法である。これらの困難を回避し、比較的容易に均一な音色を実現するために、専用の弱音器（ゲシュトップフト・ミュート、あるいは移調ミュートとも呼ばれる）を用いる場合も多い。一般的なゲシュトップフト・ミュートは、伝統的なゲシュトップフト奏法と同じく音程の補正を必要とするが、通常の運指のままでもゲシュトップフト奏法の効果が得られるように工夫された製品も存在する。ゲシュトップフト・ミュートを用いる場合、手で行う場合とは効果に差が出る場合が多く、ミュートのメーカー間での音色差も存在するため、オーケストラなどで複数人で同時に使用する場合は、ミュートの使用の有無や、使用するミュートのメーカーをそろえておく事が望ましい。
ゲシュトップフト奏法を行う代わりに、通常の弱音器（ストレート・ミュート）を用いる場合もある。ただしこの場合得られる音色は、ゲシュトップフト奏法特有の金属的な響きとは異なるものであり、楽譜の意図を反映するという点からは好ましい方法とはいえない。
ゲシュトップフト奏法は、現代の楽譜では、音符の上に + を付して表されることが多い。

## ゲシュトップフトの起源
もともとは、バルブ装置をもたないナチュラル・ホルンの演奏に際して、自然倍音列以外の音を演奏するための、ハンドホルンの技法であるハンドストッピングから受け継がれたものである。自然倍音に対して、ゲシュトップフトで半音ほど高い音が得られ、ハーフ・ストップにより半音から全音低い音が得られる。従って開放音（＝通常の自然倍音）とゲシュトップフトやハーフ・ストップを組み合わせることで、中音域において旋律を（音色が不均一になるものの）演奏できるようになる。
ハンドホルンの技法は、18世紀中ごろにドレスデンのホルン奏者であったアントン・ヨーゼフ・ハンペルによって開発されたといわれている。ただし、トランペットなどのベルに手をあてがって音程を調整する手法そのものは、それ以前から知られていたものであり、ハンペルの貢献をどの程度評価するかは立場の分かれるところである。
ハンドホルンの技法が確立される以前のホルンは、ベルを上に向けて演奏する事もあった。現代ホルン奏法のベルを後ろに向け手を添える構え方は、ハンドホルンの技法が確立することによって生み出されたものである。
ナチュラルホルンにおけるハンドストッピングの利用は、モーツァルトやベートーベンの楽曲の中に実例を見ることが出来る。この時代のホルンのパートは、主に高音を担当する1番奏者と低音を担当する2番奏者のペアで組まれるのが通例である。高音奏者はひたすら高音を演奏する事に勤めるのが常であったのに対して、低音奏者はハンドストップの手法を駆使して、ソロパートを受け持つ役割も持っていた。この時代、熟練した奏者は、演奏に際してハンドストッピングの使用法を熟知しており、楽譜上にはとくにハンドストップを指示する記号などがかかれていたわけではない。自然倍音列によって演奏することが出来ない音は、当然ハンドストップによって演奏されていたのである。いわゆる古楽演奏で、この時代のホルンの含まれる編成の音楽を注意深く聴けば、ゲシュトップフトの金属的な音やハーフ・ストップの暗いくぐもった音が含まれる事に気付くであろう。
時代が下りバルブホルンが開発され、オーケストラ奏者に普及するにつれて、自然倍音で演奏できない音を演奏するための技法としてのハンドストッピングの手法は、時代遅れのものとなっていった。しかしながら、ベートーベンの第3交響曲のスケルツォなど、ゲシュトップフトの金属的で荒々しい音色が効果的に利用されていたのも事実で、このような用法は後の作曲家によっても受け継がれる事となる。ブラームスは自らがハンドホルンの奏者であった過去を持つことからハンドホルンの演奏法を熟知しており、バルブホルンが普及した時代にあっても、ナチュラルホルンの演奏技法を念頭において作曲を行った作曲家の一人である。彼はバルブホルンの演奏者に対し、ハンドストップの音色を出させるために、楽譜にgestopftの指示を書いた。このような経緯をたどって、ゲシュトップフトの技法がオーケストラのホルン演奏の技法として確立された。

## ゲシュトップフトの奏法や音高に関する混乱
前述のように、「手を深く差し入れて音色を変える特殊奏法」にはゲシュトップフトとハーフ・ストップの2種類がある。前者は金属的な音色を伴って音程が変化し、後者は暗いくぐもった音色を伴って音程が変化する。両者の演奏効果は対照的であるが、ハンドホルンにおいては両者が併用されたという歴史もあり、しばしば混同されている。
音程の変化に関しての混乱も存在する。ハーフの場合は「開口端補正の変化」と「手による管長の延長(完全に塞がない事によって、手が管の役割を果たし、結果、物理的には管が延長された状態が形成される)」という比較的単純・明解な物理現象の結果であるせいか、半音下がるという認識は一般的である。これに対してゲシュトップフトの場合は、「閉開管から閉閉管への変化(これによって振幅の特性が変わる{振動モードの変化}が起こる)」と「手での開口部閉鎖による管長の短縮」という若干複雑な２つの現象の相互作用による結果である事と、音程が下がる方向で考えると,
その変化幅がハーフの時と比較して大きくなってしまうという事情から、音程が下がるのか上がるのかの認識の仕方は、人によって大きな差がある。
物理現象の側面で捉えれば、ある基準とする音の１つ上の倍音が基準の半音上まで下がってくる(基準がFなら、第五倍音のAがこの手技をすることで音程が下がりFisになる)と考えるのが正しい。しかし音楽教育の側面でとらえると、F管の場合は運指の考え方からして、Fが半音上がったと捉えた方が、この手技を使いながら譜面通りの音程を出す時に分かりやすく覚えやすい(半音下の運指と考えれば良い)ので、簡便上半音上がると捉える事も多分にあるという事情に繋がっている。
またこの手技については、演奏家によって管長が短くなっている事だけを捉えて(本来は閉閉管になる事で音程が下がり、その下げ幅が管長短縮による音程上昇より大きいので、総合的に考えて音程が下がっていると考えるのが、物理学上は自然な事なのだが)半音上がると捉えてしまっている場合がある。逆に物理学者は運指等々の演奏家事情(演奏家の場合、半音上がると考えると譜面通りの音程を出す場合に半音下の運指をすれば良く運指が楽になるので、音楽教育上は半音上がると考えるのが簡便的であり自然な事)など関係無いので、純粋に倍音が下がっていると捉えるため、それら両者の認識の違いが混乱に繋がっている。
バリー・タックウェル著『ホルンを語る』には、開口部を完全にふさいだときに音が上がるのか下がるのかという点で、演奏者・物理学者のあいだで混乱があると記されている。多くのホルン奏者は、経験的に、あるいは指導を受けてゲシュトップフトの（すなわち開口部をぴったりと塞いだ状態の）音を、簡便上、開放状態の音よりも半音ほど高いものとして扱う事に慣れている。一方、複数の音楽辞典にゲシュトップフトの説明として、「音色が暗くなると同時にピッチが半音下がる」（音楽の友社『新編 音楽中辞典』「ゲシュトップト」誤記ではなく、これが項目名になっている、の項より）などと説明されているが、これは音色変化が「暗くなる」と書かれている事から、ハーフストップをゲシュトップとして記載したものと推測される。

## ゲシュトップフト奏法の効果的な楽曲

### ゲシュトップフト奏法
- リムスキー＝コルサコフ： スペイン奇想曲第2楽章
- ブラームス： 大学祝典序曲
- チャイコフスキー： 交響曲第6番「悲愴」第4楽章
- マーラー： 交響曲第1番第2楽章、交響曲第9番第1楽章冒頭部

### ハーフ・ストップ（エコー）奏法
ゲシュトップフト奏法に比べると使用例は極めて少ない。楽曲によってはハーフ・ストップとゲシュトップフトが明確に区別されておらず、どちらを要求されているのか演奏者が判断しなければならない場合もある。
- デュカス： 魔法使いの弟子、冒頭第20-22小節
  - 楽譜に「エコー（半音高い運指で演奏せよ）」[1]という注意書きがあり、ゲシュトップフト（半音低い運指で演奏する）ではなくハーフ・ストップ（エコー）が求められていることが明確にわかる。
- ブラームス：交響曲第1番、第2楽章の第3小節
  - 「ゲシュトップフトと書かれているがハーフ・ストップが要求されている」と解釈すべき例。直前の開放音（in Eで記音G、E管のナチュラルホルンの自然倍音系列に含まれる）から半音下がった音になっており、この部分をE管ナチュラルホルンで演奏すると必然的にハーフ・ストップ音となる。曲想が穏やかなことも合わせて考えると、ゲシュトップフトの金属的な音ではなく、ハーフ・ストップの暗い音が要求されていることがわかる。

現代の楽譜で、あえてゲシュトップフトと区別してハーフ・ストップ奏法を記述する場合は、作曲者によって記譜法が異なるが一般的には、円の半分を黒く塗りつぶした記号を上に書くものが多く見られる。